# (7353) Kazuya
(7353) Kazuya est un astéroïde de la ceinture principale.

## Description
(7353) Kazuya est un astéroïde de la ceinture principale. Il fut découvert le 6 janvier 1995 à Nyukasa par Masanori Hirasawa et Shohei Suzuki. Il présente une orbite caractérisée par un demi-grand axe de 2,57 UA, une excentricité de 0,17 et une inclinaison de 14,4° par rapport à l'écliptique.

## Compléments